# Grigorij Dobrygin
Grigorij Ėduardovič Dobrygin (in russo Григо́рий Эдуардович Добры́гин?; Viljučinsk, 17 febbraio 1986) è un attore russo.

## Biografia
Nato a Viljučinsk nell'Oblast' di Kamčatka (USSR), ora Kamčatka (Russia), all'età di 4 anni si trasferisce con la famiglia a Zelenograd. Figlio di una ballerina, studia balletto all'Accademia di Stato di Coreografia di Mosca al Teatro Bol'šoj, successivamente studia recitazione all'Università russa di arti teatrali.
Debutta nel 2009 come protagonista del film di supereroi Black Lightning - Il padrone del cielo, prodotto da Timur Bekmambetov. Nel 2010 recita in Kak ja provël ėtim letom, per cui ottiene l'Orso d'argento per il miglior attore (ex aequo con il collega Sergej Puskepalis) al Festival di Berlino.
Nel 2014 recita nel suo primo film in lingua inglese, La spia - A Most Wanted Man, al fianco di Philip Seymour Hoffman e Rachel McAdams. Nello stesso anno recita al fianco di Jude Law in Black Sea. Dopo aver diretto alcuni cortometraggi, nel 2019 debutta alla regia del lungometraggio Sheena 667.

## Filmografia

### Attore
- Black Lightning - Il padrone del cielo (Čërnaja Molnija), regia di Aleksandr Vojtinskij e Dmitrij Kiselëv (2009)
- Kak ja provël ėtim letom, regia di Aleksej Popogrebskij (2010)
- 4 Tage im Mai, regia di Achim von Borries (2011)
- Atomnyj Ivan, regia di Vasilij Barchatov (2012)
- La spia - A Most Wanted Man (A Most Wanted Man), regia di Anton Corbijn (2014)
- Black Sea, regia di Kevin Macdonald (2014)
- Territory - L'oro dei ghiacci (Territorija), regia di Aleksandr Mel'nik (2015)
- Il traditore tipo (Our Kind of Traitor), regia di Susanna White (2016)
- Buğday, regia di Semih Kaplanoğlu (2017)
- Lo zar e la ballerina (Matil'da), regia di Aleksej Učitel' (2017)
- Quiet Life, regia di Alexandros Avranas (2024)

### Regista e sceneggiatore
- Izmena – cortometraggio (2013)
- Verpaskungen – cortometraggio (2014)
- Mind the Gap – cortometraggio (2016)
- Sheena 667 (2019)
- Na blizkom rasstojanii (2021)

### Produttore
- Die geliebten Schwestern, regia di Dominik Graf (2014)

## Riconoscimenti
- 2010 – Festival di Berlino
  - Orso d'argento per il miglior attore per Kak ja provël ėtim letom

## Doppiatori italiani
Nelle versioni in italiano delle opere in cui ha recitato, Grigorij Dobrygin è stato doppiato da:
- Gianfranco Miranda in Il traditore tipo
- Stefano Macchi in La spia - A Most Wanted Man
- Andrea Mete in Black Sea